# Quỳnh Anh (ca sĩ sinh 1987)
Quỳnh Anh có tên đầy đủ là Phạm Quỳnh Anh (sinh ngày 16 tháng 01 năm 1987 tại Liège, Bỉ) là một nữ ca sĩ nổi tiếng người Bỉ gốc Việt. Cô bắt đầu sự nghiệp ca hát năm 13 tuổi và đã gặt hái được nhiều thành công tại Bỉ và một số nước châu Âu khác trong cộng đồng Pháp ngữ. Hiện cô đang hợp tác với nhạc sĩ Marc Lavoine và có hợp đồng ghi âm với trung tâm Rapas, chi nhánh của hãng Universal đặt tại Pháp.
Tại Việt Nam, Quỳnh Anh được biết tới qua ca khúc "Bonjour Vietnam", bài hát được cộng đồng người Việt ở hải ngoại và nhiều khán giả trong nước đặc biệt yêu thích.

## Tiểu sử
Quỳnh Anh sinh ngày 16 tháng 1 năm 1987 tại Liège (Bỉ), cha mẹ cô đều là người Việt Nam, cha cô trước đây từng là một du học sinh tại Bỉ từ năm 1971, cô còn một người em gái sinh năm 1992 tên là Lisa. Cô từng theo học tại trường Saint Stanislas, thành phố Mons, tốt nghiệp tú tài năm 2005.
Với niềm yêu thích ca hát từ nhỏ, cô đã từng theo cha mẹ tham gia nhóm "Hy vọng" chuyên biểu diễn dân ca cho cộng đồng. Quỳnh Anh đã không theo ngành Y của cha mà tập trung hẳn và lĩnh vực âm nhạc. Tháng 9 năm 2000, khi mới 13 tuổi, cô đã vượt qua hơn 1000 thí sinh để giành giải nhất cuộc thi mang tên Pour la gloire của đài truyền hình RTBF (Bỉ). Tại cuộc thi này, cô đã may mắn gặp và được cộng tác với nhạc sĩ tài danh Marc Lavoine
Năm 2002, Quỳnh Anh ký hợp đồng ghi âm với Rapas Centre, chi nhánh của hãng Universal đặt tại Pháp. Tại đây, cô đã ghi âm bài hát "J’espère" ("Tôi hy vọng") cùng với nhạc sĩ Marc Lavoine và cùng ông lưu diễn tại một số nước như: Pháp, Thụy Sĩ, Bỉ,... chuyến lưu diễn đã gây tiếng vang lớn tại cộng đồng các nước nói tiếng Pháp.
Năm 2005, "Bonjour Vietnam", một bài hát được nhạc sĩ Marc Lavoine sáng tác, Guy Balbert dịch sang tiếng Anh với tên "Hello Vietnam", bản thu âm bài hát này được phát hành một cách tình cờ trên Internet nhưng đã gây ra một hiện tượng kỳ lạ, đặc biệt là trong cộng đồng người Việt ở hải ngoại. Với giai điệu nhẹ nhàng, nội dung bài hát nói về tình cảm của một Việt kiều sinh ra xa quê hương dành cho đất nước Việt Nam. Sau thành công của "Bonjour Vietnam", Phạm Quỳnh Anh đã cho ra đời một đĩa đơn, trong đó bài hát này được cô trình bày bằng tiếng Anh với tên gọi "Hello Vietnam". Tháng 5 năm 2008, Quỳnh Anh đã hát bài "Hello Vietnam" trong chương trình Paris by Night 92, một chương trình ca nhạc tiếng Việt. Bản tiếng Việt của bài hát được khẳng định sẽ ra đời sớm.
Quỳnh Anh sẽ cho ra single đầu tiên cho sự nghiệp solo của mình với bài "Hello Vietnam". Trong một cuộc phỏng vấn với Oh My News, Domenech, quản lý của trung tâm Rapas, nói rằng Quỳnh Anh sẽ cho ra album Bonjour Vietnam với 15 bài hát trong thời gian không lâu sắp tới.
Vào tháng 11 năm 2008, Quỳnh Anh lần đầu tiên về thăm Việt Nam, nơi đã sinh ra cha mẹ cô, Quỳnh Anh nói: "...Tôi chỉ có thể xúc động khi nói về Việt Nam, cội nguồn của tôi, sự tha phương, nguồn gốc...Tôi có nhu cầu tìm lại quá khứ để hiểu hiện tại và tạo dựng tương lai. Điều làm tôi xúc động hơn cả là câu chuyện tôi kể, câu chuyện của tôi, đã nhờ những người khác mà sống lại. Quan trọng hơn nữa tôi được kết nối với họ thông qua bài hát này ("Bonjour Vietnam")".

## Sự nghiệp ca hát

### Album
- Bonjour Vietnam

### Đĩa đơn
- 2005: "J'espère" (song ca với Marc Lavoine)
- 2006: "Bonjour Vietnam"
- 2008: "Hello Vietnam"
- 2010: "I Say Gold"

## Các tiết mục trình diễn trên trung tâm Thúy Nga
| STT | Tên ca khúc | Thể hiện với | Chương trình      | Năm  |
| --- | --- | ------------ | ----------------- | ---- |
| 1   | Hello Việt Nam (Author: Yvan Coriat / Marc Lavoine, Composer: Marc Lavoine; Adaptation by Guy Balbaert, Published by Les Editions du 44) | solo         | Paris By Night 92 | 2008 |
| 2   | I Say Gold (Marc Lavoine, Gunther Thomas, Wim Claes, Adaptation: Guy Babaert Publishing: Les Editions du 44; Carso)                      | solo         | Paris By Night 98 | 2009 |